# Kaid
Kaid (arab. gā'id – przewodni, wódz naczelny) – wódz plemienia/dowódca wojsk/zwierzchnik okręgu lub wsi w Afryce Północnej.